# Aldo Ossola
Pour les articles homonymes, voir Ossola.
Aldo Ossola (né le 13 mars 1945 à Varèse, dans la province du même nom, en Lombardie) est un joueur italien de basket-ball.

## Biographie
Ossola a fait partie de la fameuse équipe de Varese des années 1970 et a remporté 5 Coupe des clubs champions (1970, 1972, 1973, 1975 et 1976) et disputa dix finales consécutives.
Il est le frère de Franco Ossola, joueur de football italien, mort dans le drame de Superga en 1949.

## Club
- 1962-1964 :  Robur Varese
- 1964-1965 :  Varese
- 1965-1968 :  Olimpia Milan
- 1968-1980 :  Varese

## Palmarès

### Club
- Vainqueur de la Coupe des clubs champions 1970, 1972, 1973, 1975 et 1976.